# Amba Aradam
L'Amba Aradam (in amarico አምባ አረደም, Āmiba Āredemi) è un altopiano montuoso (amba) situato a sud della città di Macallè e a circa 500 km a nord della città di Addis Abeba in Etiopia, nel sud-est della regione dei Tigrè. 
Il monte è noto per l'omonima battaglia combattuta il 15 febbraio 1936, durante la guerra d'Etiopia, tra il Regio Esercito italiano, guidato da Pietro Badoglio e quello etiope, guidato dal ras Mulugeta. Prima della battaglia l'esercito italiano aveva stretto delle alleanze con alcune tribù locali che tuttavia, in base alle trattative in corso, cambiarono più volte schieramento. Nella lingua italiana questa situazione ha dato vita, tramite una crasi, alla parola coloniale ambaradan, che indica infatti una situazione confusa e caotica o un'impresa complessa.